# Бёлль, Генрих
Ге́нрих Те́одор Бёлль (нем. Heinrich Theodor Böll, 21 декабря 1917, Кёльн — 16 июля 1985, Лангенбройх) — немецкий писатель, переводчик и сценарист, общественный деятель. Лауреат Нобелевской премии по литературе (1972) и Международной премии «Балтийская звезда» (2018, посмертно). Президент Международного Пен-клуба (1971). Почётный гражданин Кёльна (1983).
Получил известность как автор сатирических и лирических произведений, часто антивоенного характера, о военных годах, о жизни современной автору Западной Германии, о её будущем.
Переведённый на многие языки мира, благодаря гуманизму своих произведений, достойно представлял духовную культуру немецкого народа, в том числе в странах, переживших немецко-фашистскую оккупацию, даже несмотря на то, что сам был в рядах вермахта. Выступил тонким психологом, особое литературное мастерство проявил в изображении подрастающего поколения.

## Биография

### Довоенный период
Генрих Бёлль родился 21 декабря 1917 года в Кёльне в многодетной католической семье столяра-краснодеревщика Виктора Бёлля, владельца небольшой деревообделочной мастерской. Мать, Мария Бёлль, урождённая Херманнс, обладала сильным характером и занимала активную общественную позицию, вместе с мужем сочувствуя коммунистам (героини произведений писателя — Иоганна Фемель, Лени Пфайфер, Катарина Блюм, как считается, имели Марию Бёлль психологическим прототипом). Сам Генрих определял атмосферу в семье родителей как богемную, мелкобуржуазную, пролетарскую, в ней царили простота и естественность отношений, а буржуазная респектабельность презиралась.
В 1924 году Генрих поступил в католическую школу, затем продолжил обучение в кёльнской гимназии кайзера Вильгельма, один из немногих, он отказался вступить в Союз гитлеровской молодёжи. Преподаватели гимназии, правой консервативно-националистической ориентации, но не нацисты (хотя гимназическая программа требовала обязательного изучения «Майн кампф»), образованные и казавшиеся порядочными наставники, проповедовали «слепое поклонение Гинденбургу», чем направили путём, приведшим к Сталинграду и Освенциму. В 1937 году Генрих получил аттестат зрелости, своё мироощущение в эти годы характеризовал как мрачное ощущение неотвратимой угрозы скорой войны и смерти, нависшей над их поколением. Эмигрировать по реальному положению их семьи Бёлли не могли, оказавшись в состоянии «внутренней эмиграции».
По окончании гимназии Генрих кратковременно был учеником продавца книг, давал частные уроки, для получения возможности продолжить образование год отработал в трудовом лагере Имперской службы труда и, самое важное для него, начал писать. Из созданного тогда ничто никогда не было им обнародовано, но именно в это время он твёрдо решил, что будет писателем. Книги были в большом почёте в доме Бёллей, Генрих много читал, и в ряде писателей, Достоевский, Леон Блуа, Честертон, Бернанос, а также Диккенс, Поль Клодель, Франсуа Мориак, Ивлин Во, Рейнгольд Шнейдер, Вернер Бергенгрюн, Гертруда фон Ле Форт, видел своих учителей. Летом 1939 года Бёлль поступил в Кёльнский университет по специальности филология, но учиться не пришлось — уже в июле его призвали в вермахт.
В начале Второй мировой войны (сентябрь 1939 года) как рядовой необученный попал в запасной полк и в польском походе не участвовал, затем находился на территории оккупированной Польши, заболев, много месяцев провёл в госпиталях, по выздоровлении оказался на Атлантическом побережье капитулировавшей уже Франции. Лишь летом 1943 года был переброшен на Восточный фронт в Крым. На фронте был связистом, отступал с боями с территории Украины. Четыре раза был ранен (под Яссами тяжело), тяжело болел (малярия) и несколько раз симулировал болезни, скрывался у родственников, пытаясь уклониться от военной службы. В 1942 году Бёлль женился на Анне Мари Чех, она родила ему четырёх сыновей — Кристиана, Раймунда, Рене, Винсента. В апреле 1945 года Бёлль попал в плен к американцам, несколько месяцев провёл в лагере для военнопленных на юге Франции.

### После войны
Вернувшись в Кёльн из плена, Генрих собственноручно восстанавливает собственный дом, восстанавливается в Кёльнском университете (там давали продовольственную карточку), работает в городском бюро демографической статистики. Самое главное — он снова пишет прозу. Печататься Бёлль начал в 1946 году. Первые рассказы появляются в журналах и газетах, а в 1949 году он публикует отдельным изданием повесть «Поезд прибыл по расписанию». Вскоре за ней увидели свет сборник рассказов «Путник, когда ты придёшь в Спа…» (1950) и роман «Где ты был, Адам?» (1951, русский перевод 1962).
В 1950 году Бёлль стал членом «Группы 47». В 1952 году в программной статье «Признание литературы руин», своеобразном манифесте этого литературного объединения, Бёлль призвал к созданию «нового» немецкого языка — простого и правдивого, связанного с конкретной действительностью. В соответствии с провозглашёнными принципами ранние рассказы Бёлля отличаются стилистической простотой, они наполнены жизненной конкретностью, и он стремится говорить от имени своего поколения. Сборники рассказов Бёлля «Не только к Рождеству» (1952), «Молчание доктора Мурке» (1958), «Город привычных лиц» (1959), «Когда началась война» (1961), «Когда кончилась война» (1962) нашли отклик и у читателей, и у критики. В 1951 году писатель получил премию «Группы 47» за рассказ «Чёрная овца» о молодом человеке, не желающем жить по законам своей семьи (эта тема позже станет одной из ведущих в творчестве Бёлля). От рассказов с незамысловатыми сюжетами он постепенно перешёл к более объёмным произведениям: в 1953 году опубликовал повесть «И не сказал ни единого слова», год спустя — роман «Дом без хозяина». Они написаны о недавно пережитом, в них узнавались реалии первых, трудных послевоенных лет Германии, затрагивались проблемы социальных и моральных последствий войны. В повести «Хлеб ранних лет» (1955, русский перевод — 1958) Бёлль не только описывает трудную, нищенскую жизнь первых послевоенных лет, но и создаёт сложный, многогранный психологический портрет молодого немца. Славу одного из ведущих прозаиков ФРГ принёс Бёллю роман «Бильярд в половине десятого» (1959). Заметным явлением в германской литературе стало следующее большое произведение Бёлля — «Глазами клоуна» (1963). В этом романе Бёлль критикует церковь как институт и служителей церкви за отчуждение от забот простых людей и сотрудничество с нацизмом.
В 1967 году Бёлль получил престижную немецкую премию Георга Бюхнера. В 1971 году он был избран президентом немецкого ПЕН-клуба, а затем возглавил и международный ПЕН-клуб. Этот пост он занимал по 1973 год.
В 1969 году на телевидении состоялась премьера снятого по сценарию Бёлля документального фильма «Писатель и его город: Достоевский и Петербург» (Бёлль планировал серию фильмов, в том числе «Бальзак и Париж», «Диккенс и Лондон»). В 1966 году Бёлль побывал в Ленинграде, где собирал материал для фильма о Достоевском, в чём ему помогали Даниил Гранин, А. Ф. Достоевский (внук писателя) и Сергей Белов.
Генрих Бёлль был многократно (1960—1966; 1968—1972) выдвинут на Нобелевскую премию по литературе. В 1972 году стал третьим из немецких писателей после Германа Гессе и Нелли Закс, удостоенным Нобелевской премии после Второй мировой войны. Во многом на решение Нобелевского комитета повлиял выход нового романа писателя «Групповой портрет с дамой» (1971), в котором писатель попытался создать грандиозную панораму истории Германии XX века. «Это возрождение, — сказал в своей речи представитель Шведской академии Карл Рагнар Гиров, — сопоставимо с воскресением восставшей из пепла культуры, которая, казалось, была обречена на полную гибель и, тем не менее, к нашей общей радости и пользе, дала новые побеги».
Генрих Бёлль пытался выступать в печати с требованием провести расследование гибели членов РАФ. Его повесть «Потерянная честь Катарины Блюм, или Как возникает насилие и к чему оно может привести» (1974) была написана под впечатлением от нападок на писателя в западногерманской печати, окрестившей его «приёмным отцом террористов». Центральная проблема «Потерянной чести Катарины Блюм», как и всех поздних произведений Бёлля, — вторжение государства и прессы в личную жизнь простого человека. Об опасности надзора государства за своими гражданами и «насилии сенсационных заголовков» рассказывают и «Заботливая осада» (1979) и «Образ, Бонн, боннский» (1981). В 1979 году опубликован роман «Под конвоем заботы», написанный ещё в 1972 году, когда пресса была переполнена материалами о террористической группе «РАФ» Баадера и Майнхоф. В романе описываются разрушительные социальные последствия из-за необходимости усиливать меры безопасности во время массового террора. В 1981 году вышел роман «Что станется с мальчиком, или Какое-нибудь дело по книжной части» — воспоминания о ранней юности в Кёльне.
В 1948 году Генрих Бёлль написал повесть «Завет», рукопись претерпела сложные приключения, считалась пропавшей, была случайно обнаружена спустя более тридцати лет и опубликована в 1982 году. В 1985 году вышел ранее неизвестный роман писателя — «Солдатское наследство», повествующий о кровавых событиях, происходивших во время войны в районе Атлантики и Восточного фронта, который был написан в 1947 году, однако публиковался впервые. В начале 1990-х годов на чердаке дома Бёлля были найдены рукописи, в которых содержался текст самого первого романа писателя — «Ангел молчал». Этот роман после создания был самим автором, обременённым семьёй и нуждающимся в деньгах, «разобран» на множество отдельных рассказов ради получения большего гонорара. Опубликован в 1992 (рус. пер. — 2001).
Бёлль был первым и, пожалуй, самым популярным в СССР западногерманским писателем молодого послевоенного поколения, книги которого были изданы в переводе на русский. Он сам считал себя частью русской культуры
Писатель неоднократно бывал в СССР и, вместе с тем принимал у себя А. Солженицына и Льва Копелева, изгнанных из СССР, нелегально вывозил рукописи Солженицына для публикации на Запад. В результате с середины 1973 года произведения Бёлля были запрещены к публикации в Советском Союзе.
Бёлль страдал заболеванием кровеносных сосудов. В 1980 году ему ампутировали правую ногу. В начале июля 1985 года его доставили в больницу в Кёльне для очередной операции. 15 июля, после операции, он вернулся в свой дом в Лангенброхе в Форейфеле, где и скончался утром 16 июля. Через три дня он был похоронен в Мертене под Кёльном по католическому обряду Гербертом Фалькеном, священником и художником, другом семьи.

## Творчество
В своих произведениях во всей неприглядности показал лишённые героизма военные будни, единственным путём для военнослужащего вермахта уклониться от участия в массовом истреблении людьми друг друга считал дезертирство и оправдывал его. В осмыслении исторической вины немецкого народа показывал, что ответственность за преступления фашизма лежит на каждом немце. Указывал на важность сохранения памяти о войне и опасности фашизма как «непреодолённого прошлого». Предпринимал поиски нового, не испорченного фашистской риторикой, литературного языка. Используя оригинальные стилистические приёмы, представил фашизм как трагедию нескольких поколений немцев.
Отличительной чертой стиля писателя было стремление к детализации, система лейтмотивов, доминирование внутренних монологов.
Переживаемый им нарастающий скепсис в отношении перспектив европейского общества усилил склонность писателя к сатире, гротеску, карикатурности, представлению действительности фарсом и клоунадой. Протестовал против распространения морали общества потребления, ограничения личной свободы, манипуляций общественным сознанием через средства массовой информации.
Важнейшей основой своего литературного труда считал очень ответственную работу со словом, ведь высказанные, слова приводят в движение общество, они способны действовать, могут призывать к войне и стать причиной гибели миллионов людей, допустить это или не допустить — вопрос совести писателя.

## Политические взгляды
Католик по вероисповеданию, Бёлль глубоко критиковал многие стороны католицизма (особенно в его наиболее консервативных воплощениях). В частности, он не мог оправдать конкордат июля 1933 года между Ватиканом и нацистами, подписанный будущим Папой Пием XII, который помог придать нацистскому режиму международную легитимность на стадии его становления.
Прозвучавшая из уст одного из героев романа Бёлля «Бильярд в половине десятого» (1959 год) фраза, что «каждый порядочный человек должен был быть когда-то коммунистом», вызвала бурное обсуждение в немецком обществе. Писатель был призван к ответу критиком Марселем Рейх-Раницким и в ответ заявил: «стать коммунистом и по возможности остаться им — это необходимый духовный процесс». По его мнению то, что из молодого поколения немцев в годы господства национал-социализма в Германии была выбита коммунистическая идеология, плачевно сказалось на состоянии западногерманского общества. Он неоднократно повторял, что отсутствие влияния коммунистических идей приводит к деформации демократии. Себя он относил к тем, кому помешали стать коммунистом. При этом Бёлль в 1960-х — 1970-х годах неоднократно выступал с критикой ряда конкретных действий советского правительства в области политики, религии, литературы, искусства, что не осталось незамеченным и повлекло 12-летний запрет на издание его произведений в СССР.

## Память
- В 1987 году в Кёльне был создан Фонд Генриха Бёлля — неправительственная организация, тесно взаимодействующая с партией зелёных (его отделения существуют во многих странах, в том числе и в России). Фонд поддерживает проекты в сфере развития гражданского общества, экологии, прав человека[36][37].

## Избранная библиография
- Поезд прибыл по расписанию // Долина Грохочущих Копыт = Der Zug war pünktlich, 1949. — М.: Молодая гвардия, 1971. — 223 с.
- Странник, когда ты придёшь в Спа… = Wanderer, kommst du nach Spa…, 1950. — М., 1957.
- Где ты был, Адам? = Wo warst du, Adam?, 1951. — М.: Гослитиздат, 1963. — 248 с.
- В защиту литературы развалин = Bekenntnis zur Trümmerliteratur, 1952. — М., 1989.
- И не сказал ни единого слова = Und sagte kein einziges Wort, 1953. — М.: Изд-во иностр. лит., 1957. — 163 с.
- Дом без хозяина = Haus ohne Hüter, 1954. — М.: Гослитиздат, 1960. — 304 с.
- Хлеб ранних лет = Das Brot der frühen Jahre, 1955. — М.: Изд-во иностр. лит., 1958. — 91 с.
- Бильярд в половине десятого = Billard um halb zehn, 1959. — М.: Изд-во иностр. лит., 1961. — 302 с.
- Глазами клоуна = Ansichten eines Clowns, 1963. — М.: Прогресс, 1965. — 247 с.
- Самовольная отлучка = Entfernung von der Truppe, 1964 // «Новый мир». — М., 1965. — № 1.
- Групповой портрет с дамой = Gruppenbild mit Dame, 1971 // «Новый Мир». — М., 1973. — № 2. — С. 87—119.
- Заботливая осада = Für sorgerliche Belagerung, 1979. — М., 1996.
- Потерянная честь Катарины Блюм = Die verlorene Ehre der Katharina Blum, 1974. — М., 1996.
- Женщины у берега Рейна = Frauen vor Flusslandschaft, 1985. — М.: Междунар. отношения, 1989. — 170 с.

Генрих Бёлль. Собрание сочинений в пяти томах: Пер. с нем. / Редкол.: А. В. Карельский и др. Сост. и вступ. ст. И. М. Фрадкина; Коммент. Г. Ю. Бергельсона. — М.: Художественная литература, 1989—1996. — ISBN 5-280-00825-7.
1. Романы. Повесть. Рассказы. Эссе, 1946—1954. — 1989. — Т. 1. — 703 с. — 200 000   экз. — ISBN 5-280-00824-9.
2. Роман. Повести. Путевой дневник. Радиопьесы. Рассказы. Эссе, 1954—1958 / Коммент. М. Л. Рудницкого. — 1990. — Т. 2. — 719 с. — 200 000 экз. — ISBN 5-280-01217-3.
3. Романы. Повесть. Радиопьесы. Рассказы. Эссе. Речи. Интервью; 1959—1964 / Коммент. Г. Шевченко. — 1996. — Т. 3. — 718 с. — 25 000  экз. — ISBN 5-280-01218-1.
4. Повесть. Роман. Рассказы. Эссе. Речи. Лекции. Интервью; 1964—1971 / Коммент. В. Белоусовой, А. Карельского и М. Рудницкого. — 1996. — Т. 4. — 783 с. — 20 000 экз. — ISBN 5-280-01219-X.
5. Повесть. Роман. Рассказы. Эссе. Речи. Интервью; 1971—1985 / Коммент. М. Зоркой. — 1996. — Т. 5. — 703 с. — 20 000 экз. — ISBN 5-280-01220-3.